# Hypercompe scribonia
Hypercompe scribonia (Engels: Great Leopard Moth, voorheen geplaatst in het geslacht Ecpantheria) is een nachtvlinder uit de familie van de spinneruilen (Erebidae), onderfamilie beervlinders (Arctiinae).
De spanwijdte bedraagt tussen 57 en 91 millimeter. De uiteinde van vleugels worden doorzichtig als de vlinder ouder wordt.
De vlinder komt voor aan de Noord-Amerikaanse oostkust en in de Midwest. Waardplanten zijn onder meer witte kool, paardenbloem, viooltje en wilgen. De vliegtijd loopt van april tot en met september.